# Schönau im Mühlkreis
Schönau im Mühlkreis – miejscowość i gmina w Austrii, w kraju związkowym Górna Austria, w powiecie Freistadt. Liczy 1 927 mieszkańców.